# Davey O'Brien Award
Il Davey O'Brien Award, ufficialmente conosciuto come Davey O'Brien National Quarterback Award, è assegnato annualmente dalla Davey O'Brien Foundation al miglior quarterback della National Collegiate Athletic Association.
Nel 1977, subito dopo la morte di O'Brien, il premio nacque come Davey O'Brien Memorial Trophy ed era assegnato al miglior giocatore della ora defunta Southwest Conference. Earl Campbell vinse il trofeo nel 1977, Billy Sims nel 1978 e Mike Singletary due volte nel 1979 e 1980. Nel 1980, il riconoscimento fu rinominato Davey O'Brien Award e dal 1981 premia il miglior quarterback a livello universitario.

## Albo d'oro

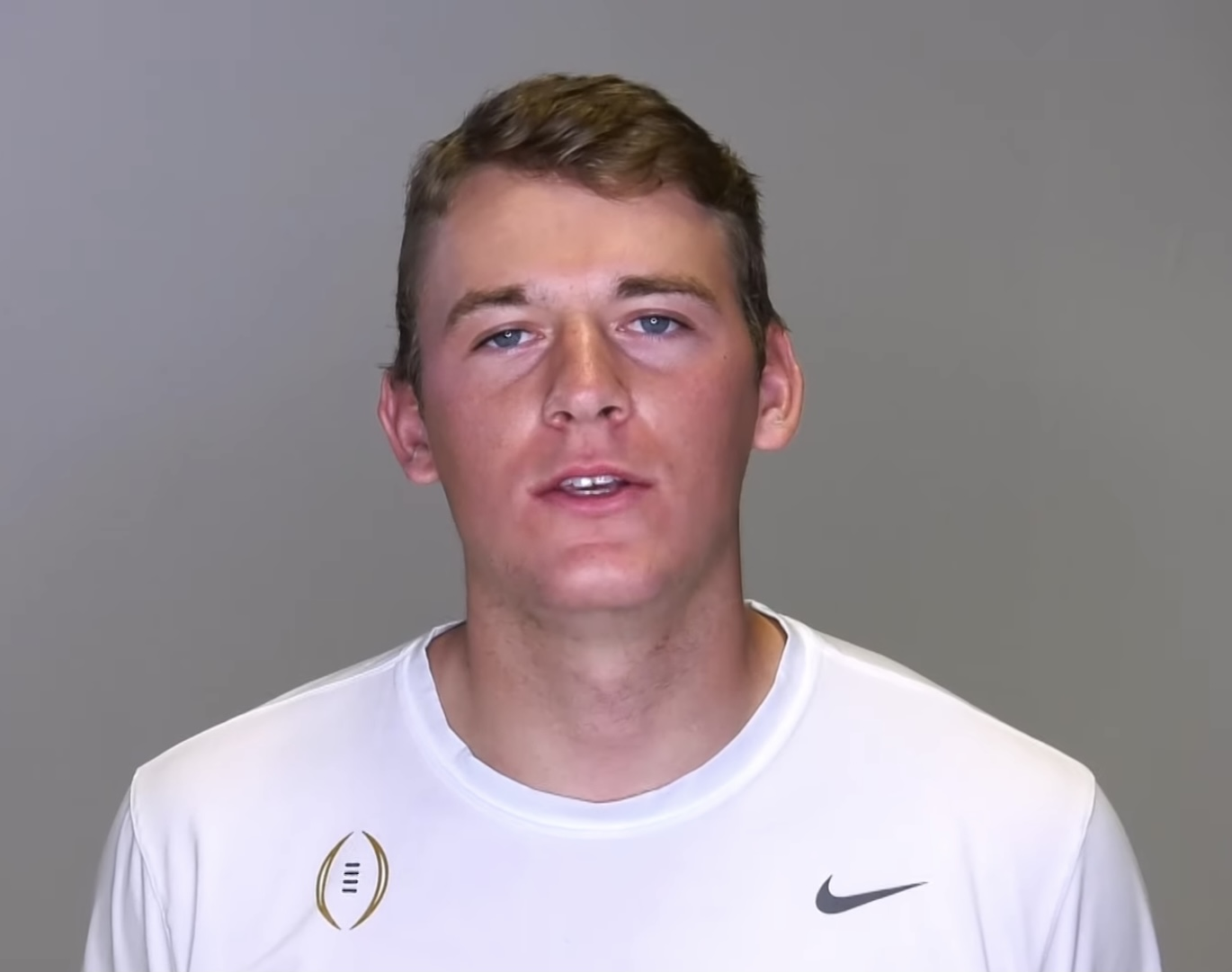
Mac Jones è il vincitore del 2020

| Anno | Giocatore          | College                  |
| ---- | ------------------ | ------------------------ |
| 1981 | Jim McMahon        | Brigham Young University |
| 1982 | Todd Blackledge    | Penn State               |
| 1983 | Steve Young        | Brigham Young University |
| 1984 | Doug Flutie        | Boston College           |
| 1985 | Chuck Long         | University of Iowa       |
| 1986 | Vinny Testaverde   | Miami                    |
| 1987 | Don McPherson      | Syracuse University      |
| 1988 | Troy Aikman        | UCLA                     |
| 1989 | Andre Ware         | University of Houston    |
| 1990 | Ty Detmer          | Brigham Young University |
| 1991 | Ty Detmer          | Brigham Young University |
| 1992 | Gino Torretta      | University of Miami      |
| 1993 | Charlie Ward       | Florida State            |
| 1994 | Kerry Collins      | Penn State               |
| 1995 | Danny Wuerffel     | Florida                  |
| 1996 | Danny Wuerffel (2) | Florida                  |
| 1997 | Peyton Manning     | University of Tennessee  |
| 1998 | Michael Bishop     | Kansas State             |
| 1999 | Joe Hamilton       | Georgia Tech             |
| 2000 | Chris Weinke       | Florida State            |
| 2001 | Eric Crouch        | Nebraska                 |
| 2002 | Brad Banks         | University of Iowa       |
| 2003 | Jason White        | Oklahoma                 |
| 2004 | Jason White (2)    | Oklahoma                 |
| 2005 | Vince Young        | Texas                    |
| 2006 | Troy Smith         | Ohio State               |
| 2007 | Tim Tebow          | Florida                  |
| 2008 | Sam Bradford       | Oklahoma                 |
| 2009 | Colt McCoy         | Texas                    |
| 2010 | Cam Newton         | Auburn                   |
| 2011 | Robert Griffin III | Baylor                   |
| 2012 | Johnny Manziel     | Texas A&M                |
| 2013 | Jameis Winston     | Florida State            |
| 2014 | Marcus Mariota     | Oregon                   |
| 2015 | Deshaun Watson     | Clemson                  |
| 2016 | Deshaun Watson (2) | Clemson                  |
| 2017 | Baker Mayfield     | Oklahoma                 |
| 2018 | Kyler Murray       | Oklahoma                 |
| 2019 | Joe Burrow         | LSU                      |
| 2020 | Mac Jones          | Alabama                  |
| 2021 | Bryce Young        | Alabama                  |
| 2022 | Max Duggan         | TCU                      |
| 2023 | Jayden Daniels     | LSU                      |
| 2024 | Cam Ward           | Miami                    |

## Vincitori per istituto
| College        | Vittorie |
| -------------- | -------- |
| Oklahoma       | 5        |
| BYU            | 4        |
| Florida        | 3        |
| Florida State  | 3        |
| Clemson        | 2        |
| Iowa           | 2        |
| Miami          | 2        |
| Penn State     | 2        |
| Texas          | 2        |
| Auburn         | 1        |
| Baylor         | 1        |
| Boston College | 1        |
| Georgia Tech   | 1        |
| Houston        | 1        |
| Kansas State   | 1        |
| LSU            | 1        |
| Nebraska       | 1        |
| Oregon         | 1        |
| Ohio State     | 1        |
| Syracuse       | 1        |
| TCU            | 1        |
| Tennessee      | 1        |
| Texas A&M      | 1        |
| UCLA           | 1        |
| Alabama        | 2        |

## Collegamenti
- Sito del Maxwell Club, su daveyobrien.com. URL consultato il 25 settembre 2013 (archiviato dall'url originale il 5 marzo 2005).